# گونتر آیش
گونتر آیش (آلمانی: Günter Eich؛ ۱ فوریهٔ ۱۹۰۷ – ۲۰ دسامبر ۱۹۷۲) یک نویسنده، نمایش‌نامه‌نویس، و شاعر اهل آلمان بود.
وی همچنین برنده جوایزی همچون جایزه گئورگ بوشنر شده است.